# 大阪府道212号浜寺公園停車場線
大阪府道212号浜寺公園停車場線（おおさかふどう212ごう はまでらこうえんていしゃじょうせん）は、大阪府堺市西区を通る一般府道である。

## 概要
南海本線 浜寺公園駅前から堺市西区浜寺公園町2丁に至る。

### 路線データ
- 起点：大阪府堺市西区浜寺公園町2丁（南海本線 浜寺公園駅前）
- 終点：大阪府堺市西区浜寺公園町2丁（浜寺公園駅前交差点、大阪府道204号堺阪南線交点）

## 地理

### 通過する自治体
- 大阪府
  - 堺市（西区）

### 交差する道路
| 交差する道路          | 交差する場所  | 交差する場所              |
| --------------------- | ------------- | ------------------------- |
| 大阪府道204号堺阪南線 | 浜寺公園町2丁 | 浜寺公園駅前交差点 / 終点 |

### 沿線
- 南海電気鉄道南海本線 浜寺公園駅
- 阪堺電気軌道阪堺線 浜寺駅前停留場
- 浜寺公園
- 西堺警察署 浜寺公園警ら連絡所